# 石焼イモ (ブリーフ&トランクスの曲)
『石焼イモ』は、2000年1月21日に発売されたブリーフ&トランクスの7作目のシングル。

## 解説
ブリーフ&トランクスの7作目のシングルとして発売。6枚目のシングル『コンビニ』に続き、アルバム『ボクらのエキス』からのシングルカット曲となった。アルバム収録時から有線放送、ラジオへのリクエストが全国的に多く、リリース後もブリトラ2人が寄り添うジャケット、男女の長年に渡るラブストーリーを石焼き芋屋の節回しとともに歌った楽曲というキャッチ―な表題曲が話題となった。
作詞作曲に加わるマリモラッコは2000年4月から同年9月『電リク! BEAT BOX!』（TOKYO MX）でコンビを組み、事務所の先輩でもあったサイコの変名。このため同番組で積極的にプロモーションビデオが流れることとなり、発売から長いスパンで取り上げられた。サビで石焼イモ屋の口上と節をほぼそのまま使用するため、発売に際し伊藤はJASRACなどで登録されていないかを下調べしている。
カップリング曲『プチプチ』は2000年5月1日に発売された『ブリトラの反乱』でアルバム初収録。また、歌詞を変更した『プチプチ〜違うバージョン〜』が2000年10月4日が10枚目のシングルとしてリリースされた。『島と星のキョリ』は2014年の再結成後に再発売された『戦後最大のハーモニー』にボーナストラックとしてアルバムに初収録された。

## 収録曲
1. 石焼イモ
作詞:マリモラッコ、作曲:マリモラッコ・伊藤多賀之、編曲:NITTA-MAN・中町俊自
2. プチプチ
作詞・作曲:伊藤多賀之、編曲:ブリトラ
3. 島と星のキョリ
作詞:細根誠・伊藤多賀之、作曲:細根誠、編曲:ブリトラ

## プチプチの別バージョン
プチプチ〜違うバージョン〜
作詞：伊藤多賀之
作曲：伊藤多賀之
- シングル『プチプチ〜違うバージョン〜』、アルバム『ブリトラの反乱（VIVID SOUNDからの再販売盤）』に収録。
- 「プチプチ」の歌詞を替えたもの。2題目以降の歌詞が異なる

## 収録CD

### 石焼イモ
- ボクらのエキス（1999年9月1日）
- BURITORA GOLDEN BEST（2000年12月6日）
- ブリトラBESTバイブルⅠ~家族で聴いても恥ずかしくない曲集~（2018年3月21日）20周年バージョン収録[4]

### プチプチ
- ボクらのエキス（1999年9月1日）
- BURITORA GOLDEN BEST（2000年12月6日）

### 島と星のキョリ
- 戦後最大のハーモニー（2014年07月30日、VIVID SOUNDからの再発売版）

## カバー
- Napsaq『Napsaq - 青春ソングリクエストアルバム』（2006年12月20日）収録※「石焼いも (Napsaq Version)」名義[5]